# 東方儚月抄
《東方儚月抄》（日语：東方儚月抄）是东方Project的一个大型系列策划，共由小说，漫画和四格漫画三部分构成，连载于一迅社的《Comic REX》，《キャラ☆メル》和《まんが4コマKINGSぱれっと》三分不同刊物上，基本由ZUN编剧，由不同插画家提供插画。

## 概述
本故事系列是基于《東方永夜抄 〜 Imperishable Night.》发生后的故事，以八云紫发动第二次月面战争，最终为虽然以两路挑战月面防卫队失败告终，但暗中差使的白玉楼角色群成功偷走綿月姐妹家的雪见酒并拿回地面，在大图书馆进行庆祝，以鄙视月面的失策，报了第一次月面战争失败的耻辱。
三部作品是以不同的角度同时描述本次事件。
本系列也补充了关于永夜抄相关的故事背景设置，包括月球的情况，角色群的来历和提及到第一次月面战争的设定。

## 東方儚月抄 ～ Silent Sinner in Blue.
| 一迅社         | 一迅社                 | 青文出版社    | 青文出版社             |
| 發售日期       | ISBN                   | 發售日期      | ISBN                   |
| -------------- | ---------------------- | ------------- | ---------------------- |
| 2009年12月25日 | ISBN 978-4-7580-1160-0 | 2013年6月25日 | ISBN 978-986-310-662-3 |

### 每集列表
| 话数   | 日文标题 | 中文标题           |
| ------ | -------- | ------------------ |
| 1      |          | 贤者的计划         |
| 2      |          | 玉兔的信           |
| 3      |          | 红色火箭           |
| 4      |          | 旧友的雨月         |
| 5      |          | 住吉计划           |
| 6      | ト       | 三神型登月火箭     |
| 7      |          | 月球的公主         |
| 8      |          | 贤者的密信         |
| 9      |          | 住吉·In·Blue       |
| 10     |          | 幻想乡发射场       |
| 11     |          | 飞翔蔚蓝的天空     |
| 12     |          | 丰饶之海           |
| 13     |          | 月面之美           |
| 14     |          | 金属之戰           |
| 15     |          | 星辰的引导者       |
| 16     |          | 老友的地图         |
| 17     |          | 月轮的陷阱         |
| 18     |          | 月之头脑           |
| 19     |          | 被束缚的大地女神   |
| 20     |          | 最后留下的微小污垢 |
| 最終話 |          | 青之宴             |

### 单行本
| 卷数 | 发售时间      | ISBN               | 收录话数 |
| ---- | ------------- | ------------------ | -------- |
| 上卷 | 2008年4月9日  | ISBN 9784758060899 | 1～7话   |
| 中卷 | 2008年12月9日 | ISBN 9784758061247 | 8～14话  |
| 下卷 | 2009年10月9日 | ISBN 9784758061698 | 15～21话 |

#### 第一卷附带音乐CD
为FM音源，附带音乐故事说明
1. ，妖怪宇宙旅行
2. ～ Lunatic Blue，绵月的Spell Card ～ 月之青空
3. ，酒鬼的利莫里亚（复古风），出自黄昏酒場～Uwabami Breakers～的。

## 东方儚月抄 ～ Cage in Lunatic Runagate.
小說，插畫：TOKIAME，从2007年6月至2009年6月《（Chara☆Mel）》上连载，共8（9）话，于2009年12月25日由一迅社发售单行本（ISBN 978-4-7580-1160-0），主要以東方永夜抄和東方妖妖梦角色的视角，从不同角度描述本系列的故事，是本故事中介绍本故事比较详尽的设定介绍，作为系列故事的扶助，和漫画共同构成了本系列的主线故事。

### 每话列表
连载时，“两个望乡”分为前后篇，发行单行本时整合为一篇。
| 话数   | 日文标题      | 中文标题         | 主人公         |
| ------ | ------------- | ---------------- | -------------- |
| 1      |               | 贤者的追忆       | 八意永琳       |
| 2      |               | 三千年之玉       | 蓬莱山輝夜     |
| 3      |               | 净土龙宫城       | 綿月豊姫       |
| 4      |               | 无尽之火         | 藤原妹紅       |
| 5      |               | 自无比低矮的地上 | 八雲紫         |
| 6      |               | 愚者的封书       | 泠仙           |
| 7      |               | 半身半義         | 魂魄妖夢       |
| 最終話 |               | 两个望乡 前篇    | （三人称形式） |
| 最終話 | 两个望乡 后篇 |                  | （三人称形式） |

## 东方儚月抄 ～ 月宮的兔子與地上的兔子
日文原標題為，繁體中文版譯為《東方儚月抄 ～ 月宮的兔子與地上的兔子》。四格漫画，由ZUN提供原案，荒田俊平（あらたとしひら）负责作画，从2007年6月至2009年12月连载于上，共30话，由一迅社发售单行本，主要以月兔铃仙·优昙华院·因幡和妖怪兔因幡天为为主角在系列故事期间的日常生活故事，与主线故事无太大关联。ZUN在本作中没直接参与编剧，只提供了故事大纲，由作画对故事细节进行编写。

### 单行本
每本单行本都有与通常版不同封面的限定版，限定版封面为一份食品和放在食品上的主角挂饰。每本收录了未在连载时发布的“Omake Extend.”，另有三篇特别篇出现在CM一迅社的小册子中，的未收录在连载和单行本中。繁體中文譯本由東立出版社出版。
| 卷数 | 收录话数 | 日本   | 日本          | 日本                | 臺灣 香港     | 臺灣 香港          |
| 卷数 | 收录话数 | 版本   | 发售时间      | ISBN                | 發售時間      | ISBN               |
| ---- | -------- | ------ | ------------- | ------------------- | ------------- | ------------------ |
| 上篇 | 1～15话  | 通常版 | 2009年8月22日 | ISBN 9784758080354  | 2012年1月20日 | ISBN 9789861091341 |
| 上篇 | 1～15话  | 限定版 | 2009年8月21日 | ISBN 978-4758080361 | 2012年1月20日 | ISBN 9789861091341 |
| 下篇 | 16～30话 | 通常版 | 2010年7月22日 | ISBN 9784758080743  | 2012年7月18日 | ISBN 9789861091358 |
| 下篇 | 16～30话 | 限定版 | 2010年7月22日 | ISBN 978-4758080750 | 2012年7月18日 | ISBN 9789861091358 |

## 登场人物

### 綿月姐妹
月之公主，现月之使者的领导者，为八意永琳的远亲（按人类的说法，她们一个是八意永琳侄孙的妻子，另一个是侄孙夫妇的儿媳），在永琳杀死月之使者和辉夜在地上逃亡时接替了原来八意永琳月之使者的领导者的职务，负责训练月面防卫队的战斗月兔和负责监视地面的情况。在永琳背叛后一直都有追捕永琳的任务，但永琳曾经是她们的老师，出于对其的尊敬和信任，一直没被执行。

#### 綿月 豐姬
，Watatsuki no Toyohime
種族：月人
能力：連繫海與山的力量
別名：連繫海與山的月之公主
登場：《儚月抄》
主題曲：
個性悠哉，天真烂漫的性格，态度和蔼，为人亲切，擁有天生的幸運。
在月之使者中負責監視地上。理解永琳所说“神隐”的原理并运用这种能力的少数人之一，也是月都中少數擁有連繫月都與地上、表之月與裏之月的能力者。鈴仙·優曇華院·因幡的原飼主。
与八云紫对峙之际，用能够扇起净化森林为基本粒子之风的扇子作威胁。使其束手就擒。

#### 綿月 依姬
，Watatsuki no Yorihime
種族：月人
能力：神靈憑依的力量
別名：受神靈憑附的月之公主
登場：《儚月抄》
主題曲：
豐姬的妹妹。個性嚴肅认真，頭腦清晰，对姐姐豊姫的不拘小节感到头痛，永琳説的任何事都能迅速吸收。在月之使者中負責訓練月兔。
能夠將祇園大神、愛宕神等各式各樣的神明憑依在自己身上並自在的使用它們的力量。
根據永琳所說，其實力就算同時對上蕾米莉亞、博麗靈夢、霧雨魔理沙、十六夜咲夜四人也能獲得壓倒性勝利 。

### 泠仙
，Reisen
種族：月兔
能力：不明
登場：《儚月抄》
或译为铃仙，由于和铃仙·优昙华院·因幡同名，爱好者也称呼为铃仙二号。
由于厌恶为嫦娥赎罪的捣药，身穿月之羽衣降临地面，以尋求永琳保護的玉兔。降臨地上時被靈夢所發現，並受到保護療養傷勢，为了避免身份被怀疑，和铃仙一样着装来伪装成地上的妖怪兔。期間靈夢曾拿走泠仙的羽衣，但泠仙還是以自己的能力搶了回來。在與永琳接觸之後，永琳要她捎信給住在月球的綿月姐妹。由于逃亡至地球对犯罪行为于是被判做豐姬的寵物，豐姬還替她取了與前任寵物（铃仙·优昙华院·因幡，曾經從綿月姊妹身邊逃走的月兔）相同的名字。

### 其他
玉兔
铃仙·优昙华院·因幡和泠仙所属的物种，原来在月球的物种，能力强悍但个性散漫，在月球人来之后被奴役为月球人做低级的工作，包括为了嫦娥赎罪而不断地捣药，打扫，战斗等，喜欢捕风捉影流传谣言，并越傳越离谱。月兔间可以相互远距离交流来传递信息。
月夜見（月夜見／つくよみ）
登場：《儚月抄》（小說）
種族：
夜與月之都的王，月之神。在遠古時期帶著自己親族和可信賴的人移居裏之月的賢者，与永琳关系很好。
嫦娥
登場：《儚月抄》（小說）
種族：
吃了永琳製作的蓬萊之藥而被幽禁在月都的人物，真正的名字地上人是無法發音的。
水江 浦嶋子（水江 浦嶋子／みずえ の うらのしまこ）
小说篇中提及因为神隐被传送到月之都的人，在捕鱼时追上一只瑞龟并抓了上去，而被连接了地上海和月之海的通道，“神隐”到月之都，被豊姫骗为来到了龙宫，在月之都住了三年后想回去，豊姫向永琳道出实情，永琳起初建议杀了他，但豊姫可怜其而不忍心，最后永琳建议将其冬眠三百年后将其和一个玉匣送回去，后来其回去后打开了玉匣变成老人，而其在月之都的故事被当时的淳和天皇认为是蓬莱国，而其死后被赐予简川大神明并修建神社供奉。
人物源于浦島太郎。
岩笠
小说篇中奉天皇之命将蓬莱山辉夜的蓬莱之药送往富士山烧毁的士兵领队，在木花咲耶姫告知士兵们和妹红销毁的是蓬莱之药，并暗中杀死他全部士兵，逼使他和妹红将药运到八之岳山时，出于对辉夜的报复，被妹红踹下山并偷走了药，生死不明。
人物源于竹取物語。